# Albert Pintat
Albert Pintat Santolària (Sant Julià de Lòria, 23 de junho de 1943) é um diplomata e político andorrano, que foi chefe do governo (Cap de Govern) do principado de Andorra. É originário da parròquia (paróquia, a interpretar no sentido de região, território) de Sant Julià de Lòria (sul de Andorra).
Pintat estudou economia na Universidade Católica de Friburgo, na Suíça sendo diplomando em 1967. É secretário pessoal do chefe de governo Josep Pintat-Solans entre 1984 e 1985 antes de ser ministro do comércio.
Em 1986, Pintat foi eleito conselheiro-geral mas perdeu o cargo em 1991. Pintat foi nomeado embaixador de Andorra em Bruxelas junto do Benelux, e a partir de 1995, junto da União Europeia. Regressa a Andorra em 1997 para ocupar o cargo de ministro nos Negócios Estrangeiros até 2001. Pintat é de novo embaixador na Suíça, e depois no Reino Unido.
Após a vitória eleitoral do Partido Liberal de Andorra nas legislativas de 24 de Fevereiro de 2005, Pintat é nomeado em para o cargo de Cap de Govern pelo Consell General de les Valls (Conselho-Geral dos Vales), ficando no cargo até 5 de junho de 2009.